# 馬輝 (1915年)
马辉（1915年—1998年），男，江西永新人，中华人民共和国军事人物，北京军区原副司令员兼河北省军区司令员。荣获二级八一勋章、二级独立自由勋章、一级解放勋章。

## 生平
抗美援朝时于1952年8月至1955年3月入朝参战，任第六十七军副军长。
1955年授予中国人民解放军少将军衔。
保定文革中曾制止保定造反派“工总派”和“工筹派”的武斗。1976年参加河北省唐山抗震救灾前线指挥部，参加了唐山大地震抢险救灾工作。
1998年4月19日在北京逝世，享年83岁。

## 荣誉
1988年7月被授予一级红星功勋荣誉章。

## 轶事
出身于第六大将军县——江西永新，该县出了包括王恩茂在内的四位中将、马辉在内的三十七位少将，一共41位将军。